# Kavallerifördelningen (Sverige)
Kavallerifördelningen var en arméfördelning inom svenska armén som verkade i olika former åren 1892–1927.

## Historik
Kavallerifördelningen bildades genom 1892 års härordning och utgjorde ett i fredstid organiserat operativt krigsförband. Kavallerifördelningen skulle i krig utgöra en lättrörlig slagstyrka och utgöra en strategisk reserv som kunde sättas in vid en fientlig kustinvasion. Men den avsågs även kunna nyttjas som fjärrspaning eller till ingripande i en motståndares flanker eller rygg. Med 1925 års försvarsbeslut upplöstes Kavallerifördelningen. Genom 1925 års försvarsbeslut tillkom en efterföljare i form av 1. kavalleribrigaden. Kavallerifördelningen var en typ av självständigt krigsförband som var allmänt förekommande inom stormaktsarméerna. Den svenska var dock betydligt svagare, då en kavallerifördelning på kontinenten kunde bestå av 36 ryttarskvadroner med starkt stöd av både artilleri- och kulspruteförband.

## Verksamhet
Kavallerifördelningen omfattade två brigader, Husarbrigaden ur Skånska husarregementet och Dragonbrigaden ur Skånska dragonregementet. Respektive brigad var organiserad på två bataljoner om vardera fyra ryttarskvadroner, det vill säga totalt 16 skvadroner. Skvadronens fältstyrka vid denna tidpunkt var 120 man. I fördelningen ingick även en ridande artilleridivision ur Wendes artilleriregemente med tre kanonbatterier. Som ledningsorgan fungerade ett så kallat fördelningskvarter med ett 90-tal befattningshavare. Totalt räknande Kavallerifördelningen en personalstyrka på 2800 man med 3200 hästar.

### Brigader
Åren 1892–1927 mobiliserade fördelningen av nedan brigader.
- Husarbrigaden ur Skånska husarregementet
- Dragonbrigaden ur Skånska dragonregementet

## Förläggningar och övningsplatser
Kavallerifördelningen var tänkt att utgångsgrupperas antingen samlad eller uppdelad brigadvis. Övningar för krigsuppgifterna bedrevs tyvärr sällan i aktuella terrängavsnitt. Ofta förekom att fördelningen engagerades i dubbelsidiga övningar, där övningsmomenten omfattade alltid både spaning och strid. I sammanhållet förband uppträdde fördelningen i flera större fälttjänstövningar. Sista gången fördelningen övades och uppträdde samlat var 1924 på Ljungbyhed, då även Kronprinsens husarregemente deltog. På 1926 års höstövningar uppträdde delar av fördelningen för sista gången, då Dragonbrigaden utgjorde B-styrka och Husarbrigaden hade blivit ersatt av Kronprinsens husarregemente.

## Förbandschefer
Chefen för fördelningen var tillika inspektör för kavalleriet.

- 1892–1896: Generalmajor Gustaf Anton Bråkenhielm
- 1896–1898: Generalmajor Carl Gustaf (Gösta) Bergenstråhle (tf)
- 1898–1912: H. K. H. Prins Carl
- 1912–1915: Generalmajor Gustaf Adolf Nyblæus
- 1915–1917: Generalmajor Bror Munck
- 1917–1922: Generalmajor Thorsten Rudenschöld
- 1922–1927: Generalmajor Reinhold von Rosen

## Namn, beteckning och förläggningsort
| Kavallerifördelningen | 1892-??-?? | – | 1927-12-31 |

| ??? (F) | 1892-??-?? | – | 1927-12-31 |